# Tianjia
Tianjia (kinesiska: 田家) är en köping i sydvästra Kina. Den ligger i stadsdistriktet Tongnan i storstadsområdet Chongqing, omkring 91 kilometer nordväst om det centrala stadsdistriktet Yuzhong. Antalet invånare är 16368. Befolkningen består av 8 052 kvinnor och 8 316 män. Barn under 15 år utgör 20,0 %, vuxna 15-64 år 62 %, och äldre över 65 år 16,0 %.